# Татищев, Сергей Сергеевич
Граф Серге́й Серге́евич Тати́щев (1872—1915) — действительный статский советник из рода Татищевых, и.д. виленского губернатора (1905—1906), саратовский губернатор (1906—1911).

## Биография
Сын действительного статского советника графа Сергея Дмитриевича Татищева (брата И. Д. Татищева и Н. Д. Татищева) и Марии Владимировны, дочери генерала от инфантерии В. П. Желтухина. Родился 25 июля 1872 года. Окончил Пажеский корпус (1891), выпущен из фельдфебелей в подпоручики лейб-гвардии Преображенского полка.
В августе 1895 года был произведен в поручики, в декабре того же года вышел в запас гвардейской пехоты. Через полгода, в мае 1896 года, вернулся на службу с назначением адъютантом к киевскому, подольскому и волынскому генерал-губернатору и переименованием в штабс-капитаны. В марте 1898 года был перемещён адъютантом к командующему войсками Виленского военного округа с зачислением в 169 пехотный Ново-Трокский полк. В 1900 году уволен в запас армейской пехоты.
В том же году перешёл на службу по выборам. Избирался ошмянским уездным предводителем дворянства (1900) и председателем местного съезда мировых посредников (1900), почётным мировым судьей (1901), виленским уездным предводителем дворянства и председателем Виленского съезда мировых посредников (1903).
Чины: коллежский асессор (1900), надворный советник (1903), коллежский советник (1906), статский советник (1908), действительный статский советник (1913). Придворные звания: камер-юнкер (1902), камергер (1906), в должности егермейстера (1908).
Занимал посты ковенского (1904—1905) и бессарабского (1905) вице-губернатора. В декабре 1905 года назначен исполняющим должность виленского губернатора, 13 мая 1906 — и.д. саратовского губернатора. В декабре 1908 года утверждён в должности. За время его правления в Саратове было открыто трамвайное движение (октябрь 1908), за два года расширившееся до девяти линий, основан Саратовский университет, открывшийся в декабре 1909 года. Кроме того, граф Татищев ходатайствовал в МВД и главную дирекцию Русского музыкального общества о преобразовании Саратовского музыкального училища в консерваторию (была открыта в 1912 году).
Деятельность саратовской администрации и самого графа Татищева долгое время подвергалась критике черносотенного проповедника из Царицына иеромонаха Илиодора. Летом 1910 года, устав от затянувшегося конфликта, Сергей Сергеевич уехал в самарское имение своей жены и в губернию не возвращался, а в декабре был официально отрешён от должности. В 1911 году вернулся в Санкт-Петербург, где вскоре был назначен начальником и председателем совета Главного управления по делам печати МВД (1912—1915).
Имел в Санкт-Петербургской губернии 1100 десятин земли.
Скончался в Петрограде 29 марта (11 апреля) 1915 года от заражения крови. Был похоронен в селе Гагрино Лужского уезда Петроградской губернии.

## Семья
В браке с Александрой Вениаминовной Насакиной (1882—1950), дочерью сызранского уездного предводителя дворянства, оставил детей: Никиту (1900—1917), Марианну (в замужестве Кистер; 1903—1938, Оренбург, расстреляна), Марию (в замужестве Шутова; 1905—1999), Дмитрия (1906/1907—1991), Георгия (1910/1912—1976; его жена была внучкой полковника Людвига Викторовича Дроздовского, владевшего усадьбой Тёплый Стан.
В 1918 году А.В.Насакина отказалась выезжать за границу, заявив Владимиру Сергеевичу Татищеву, родному брату покойного мужа и опекуну ее детей: «Я русская и умру на русской земле».  В 1928 году арестована с сыном Георгием, приговорена к 3 годам ИТЛ и отправлена в Соловецкий лагерь особого назначения. В 1931 году после освобождения из лагеря отправлена в ссылку,  в марте 1935 года — выслана с сыном Георгием из Ленинграда в Оренбург.

## Награды
- Орден Святого Станислава 3-й ст. (1900).
- Орден Святого Станислава 1-й ст. (1914).
- Медаль «В память царствования императора Александра III».
- Медаль «В память 300-летия царствования дома Романовых».